# Humphrey Stafford, Devon grófja
Humphrey Stafford (1439 – Bridgwater, 1469. augusztus 17.) Devon grófja volt. Részt vett a rózsák háborújában a York-ház oldalán. Az Edgecote Moor-i csata helyszínére késve érkezett, ezért William Herbert, Pembroke grófja nem tudta tartani állásait. Az ütközet után kivégezték.

## Rokonsága
Humphrey Stafford William Stafford, Hook és Southwick urának egyetlen fia volt. Anyja Sir John Chediok lánya, Katherine Chediok volt. A család Staffordshire-ből származott, és rokonságban állt Buckingham hercegeivel. Humphrey Stafford felmenői között volt John Stafford, Canterbury érseke. Édesapja 1449. október 28-án halt meg, ekkor örökölte meg a birtokot, majd 1461-ben unokatestvére, Humphrey vagyona is rá szállt. Felesége Isabel Bere volt, utóduk nem született.

## Rózsák háborúja
A gróf hamar elkötelezte magát a York-ház mellett, 1461. március 29-én részt vett a towtoni csatában. IV. Eduárd angol király a csatatéren ütötte lovaggá. Számos rangot és pozíciót kapott, ő felügyelte többek között Kingswood, Gillingham és Dartmoor várát.
John Warkworth történetíró szerint 1469-ben ő szította Henry Courtenay, Devon grófjának kivégzését, hogy megszerezhesse vagyonát. Május 7-én megkapta Devon grófjának címét. Júliusban hétezer íjásszal Redesdale-i Robin zendülésének leverésére küldték. Mivel egy elszállásolási ügyben összeveszett a másik parancsnokkal, Pembroke grófjával, tőle messze táborozott le, így nem ért időben a csatatérre, és az íjászok nélkül harcoló királypárti csapatok súlyos vereséget szenvedtek. Devon elmenekült a csatatérről, de IV. Eduárd utasítására helyi lakosok elfogták, és augusztus 17-én Bridgwaternél lefejezték. Glastonbury apátságában temették el.